# 和気町歴史民俗資料館
和気町歴史民俗資料館（わけちょう れきしみんぞくしりょうかん）は岡山県和気郡和気町藤野にある資料館。

## 概要
- 和気清麻呂生誕1250年を記念した顕彰事業の一環として、1987年に和気神社境内にて開館した。

## 施設
- 第一展示室（常設展示）
  - 民具の部屋
- 第二展示室（テーマ展示）

## 主な展示品
- 和気清麻呂石膏像
- 磐座遺跡出土資料
- 生活民具

## 利用情報
- 開館時間：午前9時～午後4時30分
- 休館日：毎週月曜日、年末年始（12/28～1/4）
- 入館料：大人200円、子ども100円

## 交通アクセス
- JR山陽本線和気駅よりタクシーで15分。